# Pfrimer-Putsch
Der Pfrimer-Putsch war ein von Walter Pfrimer, dem Landesleiter des Steirischen Heimatschutzes, und seinem Generaladjutanten Carl Ottmar (Graf von) Lamberg initiierter Staatsstreich, der am 12. September 1931 vom österreichischen Bundesland Steiermark seinen Ausgang nahm. Auf diese Weise sollte in Österreich eine „Heimwehrregierung“ an die Macht gebracht werden, mit dem Ziel, das politische System Österreichs im Sinne der Heimwehren grundlegend umzugestalten. Nach anfänglichen Erfolgen in der Steiermark scheiterte Pfrimers Versuch, die Macht in Österreich zu ergreifen, schon am Folgetag, da er die Voraussetzungen dafür falsch eingeschätzt hatte.

## Hintergründe
In den Jahren nach dem Justizpalastbrand (1927) hatten die Heimwehren vehement eine grundlegende Änderung des politischen Systems Österreichs in einem ständischen und autoritären Sinn gefordert. Diese Systemänderung, die sie auch ihren ausländischen Geldgebern versprochen hatten, versuchten sie durch andauernde Agitation auf den Straßen – vorwiegend in Form gewaltiger sonntäglicher Aufmärsche in Märkten und Städten – und permanenten Druck auf die Bundesregierung auch hinter den Kulissen durchzusetzen. Dieser andauernde Druck war auch ein wesentlicher Grund dafür gewesen, dass 1929 Johannes Schober Bundeskanzler geworden war. Schober, der „starke Mann“, auf den die Heimwehren so viele Hoffnungen gesetzt hatten, erwies sich allerdings als eine herbe Enttäuschung. Im Streit um die Änderung der österreichischen Verfassung arbeitete er mit den Sozialdemokraten einen aus Sicht der Heimwehren völlig inakzeptablen Kompromiss aus und zeigte auch sonst wenig Bereitschaft, ihren Forderungen nachzugeben.
Der Fehlschlag im Verfassungsstreit und die Weltwirtschaftskrise leiteten schließlich eine Phase der Stagnation und des zunehmenden Auseinanderdriftens der Heimwehrbewegung ein, der man im Mai 1930 mit dem so genannten „Korneuburger Eid“ beikommen wollte. Dieser Versuch, der von Anfang an heterogenen Heimwehrbewegung quasi im Nachhinein eine Ideologie überzustülpen, führte jedoch auch nicht zu ihrem Wiedererstarken. Um die Initiative nun endgültig zurückzugewinnen und die geforderte Systemänderung in Richtung eines autoritären Ständestaates doch noch durchzusetzen, rang sich der im September 1930 neu gewählte Bundesführer der Heimwehren, Ernst Rüdiger Starhemberg, nicht nur zu einer Regierungsbeteiligung durch, sondern auch dazu, dass sich die Heimwehren, die stets ein erklärter Gegner des Parlamentarismus gewesen waren, unter der Bezeichnung „Heimatblock“ an den Nationalratswahlen des Jahres 1930 beteiligten.
Das Wahlergebnis des Heimatblockes blieb weit hinter den Erwartungen zurück und schwächte den inneren Zusammenhalt der Heimwehrbewegung weiter. Nach einem weiteren Wahldebakel in Oberösterreich trat Starhemberg schließlich zurück. Neuer Bundesführer wurde Walter Pfrimer, der ein Vertreter der radikalen Richtung innerhalb der Heimwehrbewegung war und in der Steiermark bereits mehrmals Gewalt zur Durchsetzung politischer Forderungen angewandt hatte. Angesichts der Tatsache, dass alle bisher eingeschlagenen Wege die gewünschte Systemänderung durchzusetzen gescheitert waren, die Auswirkungen der Weltwirtschaftskrise immer stärker spürbar wurden, der Zerfall der Heimwehren weiter voranschritt und sie auch zunehmendem Druck seitens der stärker werdenden österreichischen Nationalsozialisten ausgesetzt waren, setzte Pfrimer nun alles auf eine Karte: Durch einen Staatsstreich sollten die Forderungen der Heimwehren endlich umgesetzt und damit alle diese Probleme auf einen Schlag gelöst werden.
Als Starhemberg 1931 vorübergehend die Führung seinem Stellvertreter überließ, plante dieser unter dem starken Einfluss von Carl Ottmar (Graf von) Lamberg den Putsch.

## Ablauf
Am Abend des 12. September schlug Pfrimer los und ließ zirka 14.000 Mann des Steirischen Heimatschutzes mobilisieren, die im Laufe der Nacht und am folgenden Vormittag zahlreiche steirische Ortschaften besetzten (darunter fast die gesamte Obersteiermark), Verkehrswege sperrten und Bezirkshauptleute und Bürgermeister verhafteten. In den besetzten Orten ließ Pfrimer eine Proklamation an das „Volk von Österreich“ und ein „Provisorisches Verfassungspatent“ anschlagen, mit dem die Machtübernahme in Bund und Ländern verkündet wurde. Da die Unternehmung – nach dem Vorbild von Mussolinis „Marsch auf Rom“ – als „Marsch auf Wien“ konzipiert war, begaben sich schon bald 600 Heimatschützer (einschließlich einer Heimwehreinheit aus Oberösterreich) im Kraftfahrzeugmarsch über Waidhofen an der Ybbs bis nach Amstetten, von wo sie mit anderen Heimwehrformationen über St. Pölten nach Wien vordringen wollten. Es zeigte sich aber sehr rasch, dass die anderen Heimwehrverbände zur Unterstützung von Pfrimers Unternehmen nicht bereit waren. Der „Marsch auf Wien“ endete daher schon am 13. September vor Amstetten, wo die Heimatschützer vom Bundesheer ohne größere Gegenwehr gestoppt wurden.
Am Vormittag des 13. Septembers zeigte sich bereits deutlich, dass Pfrimers Staatsstreich zum Scheitern verurteilt war. Hilfe von den anderen Heimwehrverbänden blieb aus, der steirische Landeshauptmann Anton Rintelen, der eigentlich ein Sympathisant der Heimwehren war, forderte die sofortige Einstellung von Pfrimers Unternehmen und in der Zwischenzeit waren auch der Republikanische Schutzbund und das Bundesheer alarmiert und gegen die Heimatschützer in Marsch gesetzt worden. Dabei fiel jedoch auf, dass vor allem das Bundesheer betont langsam in die Aufstandszentren vorrückte, um so den Heimatschützern die Möglichkeit zu geben, sich zurückzuziehen und Waffen und Gerät in Sicherheit zu bringen. Nun erkannte auch Pfrimer selbst, dass sein Unternehmen gescheitert war. Er gab den Rückzugsbefehl und flüchtete aus Österreich. 140 Heimatschützer wurden wegen ihrer Teilnahme am Putschversuch verhaftet, rund 4.000 Anzeigen erstattet und etwa ein Fünftel des Bestandes an Waffen und Mannesausrüstung des Steirischen Heimatschutzes beschlagnahmt.

## Folgen
Dass Pfrimers Unternehmen für den Steirischen Heimatschutz nicht zu einer völligen politischen Katastrophe wurde, war nicht zuletzt der Tatsache zu verdanken, dass eine Zerschlagung des Heimatschutzes von gewissen Kreisen der steirischen Landesregierung, allen voran dem Landeshauptmann selbst, keineswegs gewollt war. Aus diesem Grund ließ die Staatsgewalt gegen die Putschisten überall außergewöhnliche Milde walten. So endete beispielsweise der von 14. bis 18. Dezember 1931 in Graz stattfindende Schwurgerichtsprozess gegen den freiwillig nach Österreich zurückgekehrten Pfrimer und seine sieben Mitangeklagten mit einem Freispruch. Mit diesem von vielen Zeitgenossen als skandalös empfundenen Urteil waren auch alle anderen Verfahren wegen des Pfrimer-Putsches erledigt.
Die organisatorischen Strukturen des Steirischen Heimatschutzes waren somit durch Pfrimers Staatsstreich nicht nachhaltig geschädigt worden. Allerdings vertiefte sich in der Folgezeit die Kluft zwischen dem radikalen und der österreichischen Bundesregierung tendenziell feindlich gesinnten Flügel des Heimatschutzes, der für eine politische Umgestaltung Österreichs eintrat und sich später der NSDAP zuwenden sollte, und jenem, der als „regierungstreu“ bezeichnet werden kann. Diese Auseinandersetzung, die schließlich zur Spaltung des Steirischen Heimatschutzes führte, hatte wiederum beträchtliche Auswirkungen auf die österreichische Heimwehrbewegung insgesamt, nicht zuletzt deswegen, weil der Steirische Heimatschutz rund ein Drittel der bewaffneten Formationen der österreichischen Heimwehren stellte und somit ihr größtes und stärkstes Segment war.
Die Hintergründe von Pfrimers Unternehmung sind bis heute nicht ganz geklärt. Aus heutiger Sicht auffallend ist, dass im Zusammenhang mit dem Staatsstreich vor allem Untersuchungen hinsichtlich der Frage, inwiefern Verbindungen des Heimatschutzes zur Exekutive, zur Beamtenschaft oder zum Bundesheer bestanden, zu keinem Ergebnis geführt haben.